# Lista de marcas e fabricantes de laptops
Esta é uma lista de marcas e fabricantes de laptops.

## Fabricantes

### Grandes marcas
| Marca  | País          | Região           | Linhas de Produtos                                                                                   | Participação de mercado (3º trimestre de 2023) |
| ------ | ------------- | ---------------- | --- | ---------------------------------------------- |
| Lenovo | China         | Ásia             | IdeaPad, Legion, ThinkPad, ThinkBook, Yoga                                                           | 23,5%                                          |
| HP     | United States | América do Norte | EliteBook, Envy, Omen, Pavilion, ZBook, Spectre, Victus, ProBook, OmniBook                           | 19,8%                                          |
| Dell   | United States | América do Norte | Alienware, Série G, Inspiron, Latitude, Precision, Vostro, XPS                                       | 15,0%                                          |
| Apple  | United States | América do Norte | MacBook, MacBook Air, MacBook Pro                                                                    | 10,6%                                          |
| ASUS   | Taiwan        | Ásia             | Zenbook, Vivobook, Chromebook, ROG, TUF, ZEPHYRUS, EeeBook, Expertbook, Transformer, ASUSPRO, ProArt | 7,1%                                           |
| Acer   | Taiwan        | Ásia             | Aspire, Enduro, Extensa, Ferrari, Nitro, Predator, Swift, Spin, Switch, TravelMate                   | –––                                            |

### Outras marcas
| Marcas                                   | País                | Região           | Linhas de produtos                                                                                       |
| ---------------------------------------- | ------------------- | ---------------- | --- |
| Aftershock                               | Singapura           | Ásia             | Apex 15X, Forge 15X                                                                                      |
| AGB Supreme Technology                   | Índia               | Ásia             | Octev Series, Tiara, Orion                                                                               |
| Alienware                                | Estados Unidos      | América do Norte | X15, X16, M15, Area-51m R2, 13, 14, 15, 17, 18                                                           |
| Avell                                    | Brasil              | América do Sul   | |
| Avita                                    | Hong Kong           | Ásia             | |
| Axioo                                    | Indonésia           | Ásia             | MyBook, Slimbook, Chromebook                                                                             |
| Bitblaze                                 | Rússia              | Europa           | Titan BM15                                                                                               |
| Bmax                                     | China               | Ásia             | MaxBook                                                                                                  |
| BOXX Technologies                        | Estados Unidos      | América do Norte | GoBOXX                                                                                                   |
| BTO Europa                               | Países Baixos       | Europa           | BTO, Toxic                                                                                               |
| Casper                                   | Turquia             | Ásia             | Nirvana, Excalibur                                                                                       |
| CHUWI                                    | China               | Ásia             | Herobook, Corebook                                                                                       |
| Colorful                                 | China               | Ásia             | |
| Corsair                                  | Estados Unidos      | América do Norte | Voyager                                                                                                  |
| Clevo                                    | Taiwan              | Ásia             | NP70 series, P870DM3-G, X170KM-G, X7200                                                                  |
| CyberPowerPC                             | Estados Unidos      | América do Norte | Tracer V Series, Tracer IV, Tracer III                                                                   |
| Daten                                    | Brasil              | América do Sul   | Datenbook                                                                                                |
| Dere                                     | China               | Ásia             | Mbook |
| Digital Storm                            | Estados Unidos      | América do Norte | Avon 15, Banshee 17.3"                                                                                   |
| Durabook                                 | Estados Unidos      | América do Norte | Z141, S141, S15AB, R8300                                                                                 |
| Dynabook                                 | Japão               | Ásia             | Portégé, Tecra, Satellite/Satellite Pro, E Series                                                        |
| Eluktronics                              | Estados Unidos      | América do Norte | Prometheus XVII, MAG-15, MAG-15R, MECH-15 G3, MAX-15, MAX-17                                             |
| Eurocom                                  | Canadá              |                  | Sky, Tornado, Nightsky, Commander, Monster                                                               |
| Evoo                                     | Estados Unidos      | América do Norte | EG Series, EV-C Series, EVC Series, TEV Series                                                           |
| Falcon Northwest                         | Estados Unidos      | América do Norte | DRX, TLX                                                                                                 |
| Framework Computer                       | Estados Unidos      | América do Norte | Framework Laptop                                                                                         |
| Fujitsu                                  | Japão               | Ásia             | Celsius, LifeBook                                                                                        |
| Gateway                                  | Estados Unidos      | América do Norte | 2-in-1 Convertible, Ultra Slim                                                                           |
| Geo                                      | Reino Unido         | Europa           | GeoBook                                                                                                  |
| Star Labs                                | Reino Unido         | Europa           | StarLite, StarBook                                                                                       |
| Getac                                    | Taiwan              | Ásia             | B360, S410, F110, UX10, V110                                                                             |
| Gigabyte                                 | Taiwan              | Ásia             | Aorus, Aero, Gaming                                                                                      |
| Google                                   | Estados Unidos      | América do Norte | Chromebook Pixel, Pixelbook, Pixelbook Go                                                                |
| Hansung                                  | Coreia do Sul       | Ásia             | |
| Hasee                                    | China               | Ásia             | Z-Series                                                                                                 |
| Honor                                    | China               | Ásia             | MagicBook                                                                                                |
| Huawei                                   | China               | Ásia             | MateBook                                                                                                 |
| Hyundai Technology                       | Estados Unidos      | América do Norte | Flip, book, flipnote, thinnote                                                                           |
| Illegear                                 | Malásia             | Ásia             | Prodigy, Rogue                                                                                           |
| Infinitx                                 | Hong Kong           | Ásia             | |
| JOI                                      | Malásia             | Ásia             | Book |
| KUU                                      | China               | Ásia             | Kbook, Yepbook, Yobook, Xbook-2                                                                          |
| Lava International                       | Índia               | Ásia             | Twinpad, Helium Series                                                                                   |
| LG                                       | Coreia do Sul       | Ásia             | Gram, Xnote                                                                                              |
| Machenike                                | China               | Ásia             | Machcreator, T58                                                                                         |
| MALIBAL                                  | Estados Unidos      | América do Norte | Aon |
| Maguay                                   | Romênia             | Europa           | MyWay, GamePower, OfficePower, ExpertStation, PowerStation, Mini-Server                                  |
| Medion                                   | Alemanha            | Europa           | Akoya |
| Micro-Star International (MSi)           | Taiwan              | Asia             | Megabook, Modern, GT, GS, GF, GE, GP, GL, Wind                                                           |
| Microsoft                                | Estados Unidos      | América do Norte | Microsoft Surface                                                                                        |
| Microtech                                | Italy               | Europa           | CoreBook, e-book Lite                                                                                    |
| Monster Notebook                         | Turkey              | Ásia             | Abra, Tulpar, Huma, Semruk, Markut                                                                       |
| Mouse Computer LuvBook                   | Japão               | Ásia             | |
| MNT Research                             | Alemanha            | Europa           | Reform                                                                                                   |
| Multi                                    | Brasil              | South America    | Ultra |
| NEC                                      | Japão               | Ásia             | LaVie, ProSpeed, UltraLite, Versa, VersaPro                                                              |
| Njoy (marca da Dai-Tech)                 | Romênia             | Europa           | Aerial, Ediam                                                                                            |
| Nokia                                    | Finland             | Europa           | PureBook                                                                                                 |
| Obsidian-PC                              | Portugal            | Europa           | PC50 |
| Optima                                   | Romênia             | Europa           | OptimBook, OptimBook Pro, NoteBook, NoteBook Pro, MECIPT, MECIPT Pro, DACICC, DACICC Pro                 |
| Origin PC                                | Estados Unidos      | América do Norte | EVO15-S, EVO17-S, EVO17-X, NT-15i, NT-15, NT-17                                                          |
| OverPowered                              | Estados Unidos      | América do Norte | Gaming Laptop 15, Gaming Laptop 15+, Gaming Laptop 17+                                                   |
| Panasonic                                | Japão               | Ásia             | Toughbook, Toughpad, Let's Note                                                                          |
| Packard Bell                             | Holanda             | Europa           | Statesman                                                                                                |
| Positivo                                 | Brasil              | South America    | |
| Primebook                                | Índia               | Asia             | Primebook 4G, Primebook Wifi                                                                             |
| Purism                                   | Estados Unidos      | América do Norte | Librem                                                                                                   |
| Razer                                    | Estados Unidos      | América do Norte | Blade, Book                                                                                              |
| Realme                                   | China               | Ásia             | Realmebook                                                                                               |
| Sager Notebook computers (exports Clevo) | Estados Unidos      | América do Norte | NP Series                                                                                                |
| Samsung                                  | Coreia do Sul       | Ásia             | Ativ, Notebook, Sens, Galaxy Book                                                                        |
| Slimbook                                 | Espanha             | Europa           | Essential 15, Pro X, KDE Slimbook                                                                        |
| SKIKK                                    | Países Baixos       | Europa           | Asgard, Loki, Niflheim, Bifrost, Freya, Idavoll, Baldr, Green, Ivaldi, Sindri                            |
| Shenzhen Jumper Technology               | China               | Ásia             | EZpad go, EZpad, EZBook                                                                                  |
| System76                                 | Estados Unidos      | América do Norte | Galago Pro, Oryx Pro, Pangolin, Lemur Pro, Gazelle, Darter Pro, Kudu Pro, Serval WS, Bonobo WS, Adder WS |
| Teclast                                  | China               | Ásia             | |
| Thunderobot                              | China               | Ásia             | |
| Tsinghua Tongfang                        | China               | Ásia             | X-Series                                                                                                 |
| uLBx                                     | Europa Setentrional | Europa           | uLBxBook, Plusiron, CoreChrome, 4CKA Mouse                                                               |
| UMAX                                     | Taiwan              | Ásia             | VisionBook                                                                                               |
| VAIO                                     | Japão               | Ásia             | Z series, F series, S series, SX series                                                                  |
| Vant                                     | Espanha             | Europa           | Moove, Agile, Edge                                                                                       |
| Vastking                                 | China               | Ásia             | KingPad, Kingbook                                                                                        |
| Velocity Micro                           | Estados Unidos      | América do Norte | Signature 17, Raptor S77, Raptor MX70                                                                    |
| VIT                                      | Venezuela           | América do Sul   | P1420, P3310-01, P3310-02                                                                                |
| Walmart                                  | Estados Unidos      | América do Norte | Motile                                                                                                   |
| Walton                                   | Bangladesh          | Ásia             | Prelude, Passion, Tamarind, Karonda, Waxjambu                                                            |
| Xiaomi                                   | China               | Ásia             | Mi NoteBook, RedmiBook                                                                                   |
| XMG (Schenker Technologies)              | Alemanha            | Europa           | Apex, Core, Dj 15, Focus, Neo Series, Pro Series                                                         |
| TUXEDO Computers                         | Alemanha            | Europa           | Aura 15 - Gen 1, Book XP14, Polaris 17                                                                   |
| Xolo                                     | Índia               | Ásia             | |
| Zeuslap                                  | China               | Ásia             | |
| Zyrex                                    | Indonésia           | Ásia             | Sky, Cruiser, Confidante, Chromebook                                                                     |

### Não fabricamos mais computadores
| Marca    | País           | Região           | Linhas de produtos                                           | Notas |
| -------- | -------------- | ---------------- | ------------------------------------------------------------ | --- |
| BenQ     | Taiwan         | Ásia             | Livro de alegria                                             | |
| Epson    | Japão          | Ásia             | ActionNote, HX-20, PX-4, PX-8 Genebra, Endeavour             | |
| Grundig  | Alemanha       | Europa           |                                                              | |
| HCl      | Índia          | Ásia             | HCL Eu                                                       | |
| HTC      | Taiwan         | Ásia             | Mudança HTC                                                  | |
| IBM      | Estados Unidos | América do Norte | Conversível, PCrádio, ThinkPad                               | A IBM vendeu seus negócios de computadores pessoais e servidores baseados em Intel para a Lenovo em 2005. |
| Olivetti | Itália         | Europa           | Olilivro                                                     | |
| Onkyo    | Japão          | Ásia             | SOTEC                                                        | |
| Philips  | Países Baixos  | Europa           | X200                                                         | |
| Sony     | Japão          | Ásia             | VAIO                                                         | A Sony vendeu sua divisão de negócios de PC para a Japão Industrial Partners (JIP) em 2014; possui 5% da VAIO Corporation .                                                                                  |
| Toshiba  | Japão          | Ásia             | Dynabook, Libretto, Portége, Satellite, T1000, Tecra, Qosmio | A Toshiba saiu totalmente do negócio de computadores pessoais e laptops em junho de 2020, transferindo os 19,9% restantes das ações para a Sharp Corporation , que agora administra o negócio como Dynabook. |
| Vestel   | Turquia        | Ásia             |                                                              | |
| Wipro    | Índia          | Ásia             |                                                              | |

### Marcas extintas
| Marca                               | País           | Região           | Linhas de produtos                  | Notas                                                                 |
| ----------------------------------- | -------------- | ---------------- | ----------------------------------- | --------------------------------------------------------------------- |
| Acorn Computadores                  | Reino Unido    | Europa           | Deskbook, Desknote, Solonote        |                                                                       |
| TriGem                              | Coreia do Sul  | Ásia             | Averatec                            |                                                                       |
| Compaq                              | Estados Unidos | América do Norte | Evo, Armada, LTE, Presario          | adquirido pela Hewlett-Packard                                        |
| Corporação de equipamentos digitais | Estados Unidos | América do Norte | OláNota                             | adquirido pela Compaq                                                 |
| eMachines                           | Estados Unidos | América do Norte |                                     | adquirido pela Gateway Computers                                      |
| Everex                              | Estados Unidos | América do Norte | CloudBook, gBook                    |                                                                       |
| Tecnologia Fundadora                | China          | Ásia             | Série E, Série R                    |                                                                       |
| FujitsuSiemens                      | Japão/Alemanha | Ásia             |                                     | Fujitsu comprou participação da Siemens na empresa                    |
| Gericom                             | Áustria        | Europa           |                                     | adquirido pela Quanmax AG                                             |
| Itautec                             | Brasil         | América do Sul   |                                     | Adquirida pela Oki Electric Industry, divisão de PC/laptop dissolvida |
| Dados máximos                       | Alemanha       | Europa           |                                     |                                                                       |
| OQO                                 | Estados Unidos | América do Norte |                                     |                                                                       |
| PC Club                             | Estados Unidos | América do Norte |                                     |                                                                       |
| Pravetz                             | Bulgária       | Europa           | 64 milhões                          |                                                                       |
| Vigor Gaming                        | Estados Unidos | América do Norte | Atlântida, Augusto, Artorius, Égide |                                                                       |
| PC vodu                             | Canadá         | América do Norte | Envy                                | adquirido pela Hewlett-Packard                                        |

## Fabricantes de design original (ODMs)
A grande maioria dos laptops no mercado é fabricada por um pequeno grupo de fabricantes de design original (ODM) baseados em Taiwan. Em 1990, as empresas taiwanesas fabricavam 11% dos laptops do mundo. Esse percentual cresceu para 32% em 1996, 50% em 2000, 80% em 2007 e 94% em 2011. Desde então, os ODM taiwaneses perderam alguma participação de mercado para os ODM chineses, mas ainda fabricaram 82,3% dos laptops do mundo no segundo trimestre de 2019, de acordo com a IDC.
Os principais relacionamentos incluem:
- A Quanta vende para (entre outros) HP, Lenovo, Apple, Acer, Dell, NEC e Fujitsu.
- Compal vende para (entre outros) Acer, Dell, Lenovo e HP.
- Wistron (antiga divisão de fabricação e design da Acer) vende para Acer, Dell, Lenovo e HP.
- Inventec vende para HP, Dell e Lenovo.
- Pegatron (em 2010, a Asus desmembrou a Pegatron) vende para Asus, Apple, Dell, Acer e Microsoft.
- Foxconn vende para Asus, Dell, HP e Apple.
- Flextronics (antiga divisão de notebooks da Arima Computer Corporation) vende para HP.
- Clevo e Tongfang vendem para diferentes fabricantes de laptop, como Digital Storm, Eluktronics, Eurocom, Metabox, Sager, Schenker, System76, XMG, etc.

### Unidades de laptop ODM vendidas e participações de mercado
| Ano                       | 2020                        | 2019                        | 2018                        | 2017                        | 2016                        | 2015                        | 2014                        | 2013                        | 2012                        | 2011                        | 2010                        | 2009                        | 2009                        | 2006                        | 2006                        |
| ODM                       | Unidades vendidas (milhões) | Unidades vendidas (milhões) | Unidades vendidas (milhões) | Unidades vendidas (milhões) | Unidades vendidas (milhões) | Unidades vendidas (milhões) | Unidades vendidas (milhões) | Unidades vendidas (milhões) | Unidades vendidas (milhões) | Unidades vendidas (milhões) | Unidades vendidas (milhões) | Unidades vendidas (milhões) | Unidades vendidas (milhões) | Unidades vendidas (milhões) | Unidades vendidas (milhões) |
| ------------------------- | --------------------------- | --------------------------- | --------------------------- | --------------------------- | --------------------------- | --------------------------- | --------------------------- | --------------------------- | --------------------------- | --------------------------- | --------------------------- | --------------------------- | --------------------------- | --------------------------- | --------------------------- |
| Compal                    | 45.4                        | 42.6                        |                             |                             | 34.5                        | 39.3                        | 43.0                        | 46.0                        | 37.8                        | 55.7                        | 48.2                        | 37.9,0                      | 26%                         | 15,0                        | 21%                         |
| Quanta                    | 57.6                        | 34.8                        | 37.6                        |                             | 40.6                        | 31.6                        | 48.5                        | 43.1                        | 53.8                        | 54.0                        | 52.1                        | 35.9,0                      | 25%                         | 24,0                        | 33%                         |
| Wistron                   | 20.4                        | 17.4                        |                             |                             | 18.9                        | 18.8                        | 21.1                        | 24.0                        | 31.5                        | 31.5                        | 27.5                        | 26.2                        | 18%                         | 11,0                        | 15%                         |
| Inventec                  | 19.5                        | 18.4                        |                             |                             | 9.9                         | 8.5                         | 18.6                        | 20.9                        | 16.8                        | 17.0                        | 16.2                        | 21                          | 15%                         | 7,0                         | 10%                         |
| Pegatron, until 2007 Asus | 11.4                        | 10.3                        |                             |                             | 8.7                         | 9.5                         | 9.8                         | 14.0                        | 18.5                        | 17.5                        | 15.5                        | 10.9,0                      | 8%                          | 5,0                         | 7%                          |
| Foxconn                   |                             |                             |                             |                             | 2.7                         | 4.2                         |                             |                             |                             | 18.4                        | 10.0                        | 7.2,0                       | 5%                          |                             |                             |
| Flextronics               |                             |                             |                             |                             |                             |                             |                             |                             |                             | 5.0                         | 4.3                         | 7.2,0                       | 5%                          |                             |                             |
| Elitegroup                |                             |                             |                             |                             |                             |                             |                             |                             |                             |                             |                             | 3.6,0                       | 2%                          |                             |                             |
| Huaqin                    | 8.0                         | 3.0                         |                             |                             |                             |                             |                             |                             |                             |                             |                             |                             |                             |                             |                             |
| Others                    |                             |                             |                             |                             |                             |                             |                             |                             |                             | 15.0                        | 10.0                        |                             |                             | 11,0                        | 15%                         |
| Total                     | ?                           | ?                           | 163.7                       | 164.7                       | ?                           | 158                         | 141                         | 148                         | 194                         | 214                         | 203                         | 125                         | 100%                        | 72.6                        | 100%                        |